# Szent Mária és Márk-templom (Reichenau - Mittelzell)

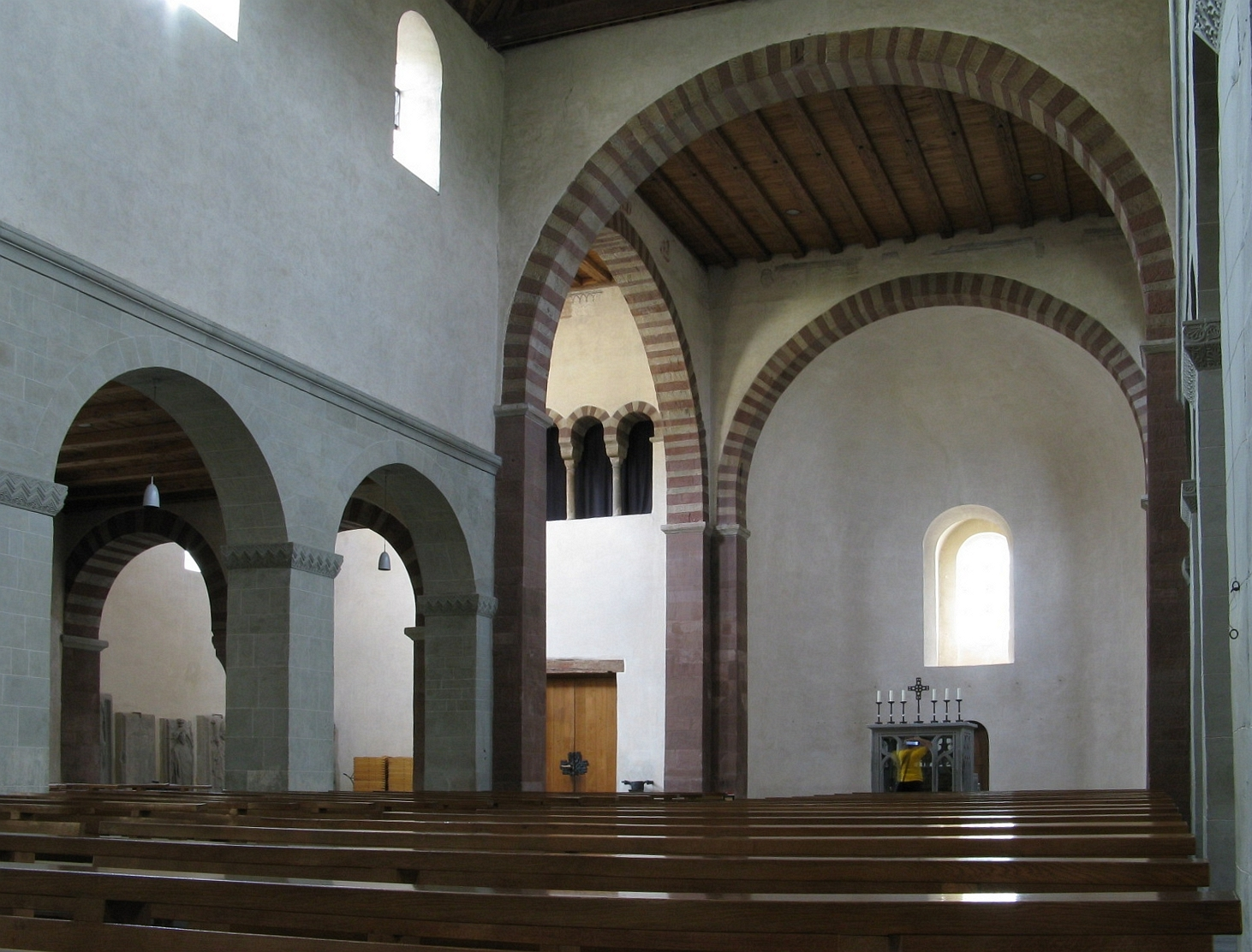
Belül a négyezet és a Márkoltár

Az egykori bencés apátsági templom, a Szent Mária és Márk-templom korai román stílusban épült, ma Mittelzell plébániatemploma, Reichenau szigetén, a Boden-tóban. A templom eredetileg a reichenaui apátsági temploma volt és a sziget legnagyobbja. 

Miután valószínűleg még az alapító Pirmin apát 724-ben fából felépítette a kolostor első templomát, Haito apát kereszt alakú alaprajzon karoling bazilikát épített, amelyből még a négyezet és a keleti keresztház részei állnak. Ezt az épületet 816 augusztus 16-án szentelték fel, az Istenanya Mária tiszteletére.